# Ricky Martin
Enrique Martín Morales (* 24. prosince 1971 San Juan), známý pod uměleckým jménem Ricky Martin, je portorický zpěvák. Začínal jako člen chlapecké kapely Menudo, od roku 1991 působí jako sólový umělec.
Na konci roku 1999, po vydání několika alb ve španělštině, vystoupil s písní „The Cup of Life“ na 41. ročníku Grammy, show která se stala katalyzátorem pro latinský pop a uvedla tento žánr do popředí americké hudební scény. V návaznosti úspěchu, vydal singl „Livin 'La Vida Loca“ který mu pomohl získat obrovský úspěch po celém světě, tato píseň je obecně vnímána začátkem latinské exploze především v roce 1999, od této doby měly ostatní španělsky zpívající interpreti snadnější přechod na anglický trh. Od vydání písně se prodalo do dnešních dnů přes 8 milionů kopií, což z něj činí jeden z nejprodávanějších singlů všech dob. Jeho první anglické album názvem jednoduše Ricky Martin, prodalo se přes 22 milionů kopií a je jedním z nejprodávanějších alb všech dob. Jeho další studiová alba: Me Amarás (1993), A Medio Vivir (1995), Vuelve (1998), Sound Loaded (2000), Almas del Silencio (2003), Life (2005) a Música + Alma + Sexo (2011).
Prodej jeho alb dosáhl celosvětově více než 70 milionů kopií (nejaktuálnější zprávy hovoří[ujasnit] o 85 milionech). Je držitelem cen Grammy (jednou Grammy a tři Latin Grammy), dvě AMAs a osm World Music ocenění. Celkem nahrál jedenáct "number-one" hitů (v americké hitparádě Billboard Hot 100), šest "number-one" alb (taktéž v americké hitparádě Billboard 200) a také jeho nahrávky obdržely 95 platinových desek. Koncertoval ve více než 60 zemích po celém světě.
Má hvězdu na Hollywoodském chodníku slávy.
Je nazývaný prvním mužem latino popu, zpívá především španělsky a směsí španělštiny a angličtiny zvané spanglish.

## Biografie
Narodil se na Štědrý večer roku 1971 v portorickém San Juanu. Narodil se do poměrně dobře zajištěné rodiny - otec Enrique Martín Negroni byl psycholog, matka Nereida Morales účetní. Ovšem, společná rodičovská radost z vánočního dárku netrvala dlouho, dva roky po Enriquově narození se rozvedli a založili si nové rodiny. Otec si stačil pořídit ještě další tři děti. Ricky Martin má z otcovy strany dva nevlastní starší bratry (Fernando a Angel), a z matčiny Enrique byl ve své rodině spíše ojedinělým případem. Nikdo nebyl žádným způsobem vázán na šoubyznys. Od 13 let působil v boy bandu Menudo. S kapelou prošel a poznal kus světa, ale v sedmnácti se rozhodl dodělat si střední školu.
Po komerčním úspěchu po celé Asii, Evropě a Latinské Americe, připravil své první album nazpívané anglicky ve snaze přejít na anglický trh, eponymní album, které nahrával po dobu dvou let.
Vydání alba bylo 11. května 1999 a stalo se nejúspěšnějším albem v hitparádě US Billboard 200 jeho kariéry s prodejem v prvním týdnu, překonávající 661 000 prodávaných kusů debutoval na prvním místě.
V květnu 2003, vydal nové španělské album Almas del Silencio. První singl z alba, píseň „Tal Vez“, singl okamžitě debutoval na 1. místě v hitparádě US Hot Latin Songs a zůstal na této příčce jedenáct týdnů a stal se nejúspěšnějším Latin singlem roku. Almas del Silencio debutovalo na dvanáctém místě v Americké hitparádě Billboard 200 a v Billboard Top Latin Albums debutovalo na první příčce, album zde setrvalo šest týdnů. Celkem se alba prodalo více než milion kusu po celém světě. Dalšími úspěšnými singly byly písně, „Jaleo“ (22. příčka v Hot Latin Songs, později také 1.) a „Y Todo Queda en Nada“ (37. příčka v Hot Latin Songs, poté taktéž 1.). Navíc singl „Jaleo“ trumfoval ve Španělsku debutoval na 1. příčce žebříčku, pobýval zde čtyři týdny.
V říjnu 2005, vydal po pěti letech své první anglické album nazvaném Life, poslední anglické album Sound Loaded vyšlo v listopadu roku 2000. Album debutovalo v USA na šestém místě. Pilotní singl z alba, „I Don't Care“ píseň představuje spolupráci s portorickým raperem Fat Joem a zpěvačkou Amerií. Dostal na 3. místo a v americké hitparádě Hot Dance Club Play a šedesátém pátém na Billboard Hot 100. Další píseň z alba, „It's Alright“ také nazpíval speciální verzi teto písně s francouzským zpěvákem M. Pokorou. Brzy poté, zveřejnil zprávu o své turné One Night Only with Ricky Martin tour. Turné odstartovalo vzápětí po zveřejnění zprávy tour začalo 15.11 2005 v Mexico City a poslední koncert se odehrál v Tel Avivu v Izraeli. Odehrávalo se také v Severní i Jižní Americe a pokračovalo i v Evropě, Africe a Asii.
Obdoby ve znamení akustiky a světového turné. V roce 2006 dne 17. srpna nahrával své MTV Unplugged jedno se série televizních koncertů od stanice MTV, v listopadu téhož roku byl tento koncert vydán na CD a DVD. Album bylo u kritiky přijato pozitivně a mělo komerčně významný úspěch. V americké hitparádě Billboard 200, s prodejem 29 000 kusů, debutovalo na 38. místě. Tím se řadí mezí nejúspěšnější Unplugged, jakožto nazpívané zcela ve španělštině. V Americe také debutovalo na 1. místě v US Top Latin Albums. Na 8. předávání hudebních cen Latin Grammy, konaném v listopadu 2007, získal dvě ceny, a to za nejlepší pop vocal album (muži) a nejlepší dlouhé hudební video.
V rámci propagace alba MTV Unplugged putoval po celém světě se svým Black and White Tour. Tour začalo 19. 2. 2007 s vystoupením v Portorické aréně José Miguel Agrelot Coliseum a zatím poslední koncert se odehrál 14. 10. 2007 v New Yorku, v aréně Madison Square Garden.
Po ukončení svého celosvětového turné Black and White Tour, si vzal pauzu s hudebním průmyslem a zaměřil se na soukromý život. O rok později, v roce 2008, vyšlo album největších hitů s názvem 17, album shrnovalo sedmnáctiletou hudební kariéru, která zahrnovala převážně španělské písně.
Obdoby autobiografické knihy, nového alba, dalšího turné, účinkování v seriálu a po letech comeback na Broadwayi.
Autobiografická kniha nazvaná jednoduše Me, která vyšla 2. listopadu 2010, je zároveň v angličtině i ve španělštině. Její název má v obou těchto jazycích (a dokonce i v češtině) dvě písmena - anglicky ME, španělsky YO a česky JÁ.
Stala Bestsellerem newyorského deníku The New York Times, debutovala na 5. místě v seznamu literatury faktu.
Jeho rok připravované deváté studiové album pojmenované Música + Alma + Sexo vyšlo 31. ledna 2011. Avšak první singl z alba dvou jazykových verzích, píseň „The Best Thing About Me Is You“ (ft. Joss Stone), byla zveřejněna 2. listopadu 2010, v americké hitparádě Billboard Hot 100 debutovala na 74. místě a španělská verze „Lo Mejor de Mi Vida Eres Tú“ v hitparádě US Hot Latin Songs se vyšplhala na 1. místo setrvala tam i další týden. Poté singly: „Más“, „Frío“. Música + Alma + Sexo debutovalo na 3. příčce žebříčku Billboard 200, je to nejvyšší debut a to především, a proto že album je ve španělštině. Také strávilo dva týdny na 1. místě v hitparádě Billboard Top Latin Albums. 25. března 2011 odstartoval své turné nazvané podle stejnojmenného alba Música + Alma + Sexo World Tour, který skončil 12. listopadu 2011.
11. 7. 2011 vyšlo album výběr největších hitů pojmenovaném 17: Greatest Hits výlučně ve Velké Británií. Broadway jaro 2012, si zahrál v úloze revolucionáře Ernesta „Che“ v nové verzi muzikálu Evita.
V letech 2012–2013 byl vyhlášen jako trenér ve dvou epizodách Hlas Austrálie (Voice of Australia).
V dubnu 2013 se Martin vydal Greatest Hits: Souvenir Edition, které vyšlo jen v Austrálií, v Australské hitparádě se album stalo "number-two" a bylo certifikováno zlatou deskou. V červnu 2013 vydal nový anglický singl „Come with Me“, pochází z jeho nadcházejícího anglicky zpívaného studiového alba, které by mělo vyjít někdy roku 2015. V souvislosti s nadcházejícím albem z roku 2015 je i připravované další turné, které mělo odehrát v Austrálií. Do tohoto obdoby patří další singly vydané během roku 2014, spolupráce s Jennifer Lopezovou a portorickým raperem Wisinem.

## Osobní život
V srpnu 2008 se stal otcem chlapeckých dvojčat, Mattea a Valentina, narozených pomocí náhradní matky. Letité spekulace o své sexuální orientaci ukončil v roce 2010, kdy veřejně oznámil, že je gay. V lednu 2018 vstoupil do manželského svazku s o 12 let mladším malířem Jwanem Yosefem, narozeným v Sýrii, vyrůstajícím ve Švédsku a později působícím v Londýně a USA. Na přelomu let 2018 a 2019 oznámil, že se jim narodila dcera[čí?], kterou pojmenovali Lucia Martin-Yosef. Na podzim 2019 ohlásil, že očekává již čtvrté dítě.

## Diskografie
| Rok  | Album                    |
| ---- | ------------------------ |
| 1991 | Ricky Martin             |
| 1993 | Me Amarás                |
| 1995 | A Medio Vivir            |
| 1998 | Vuelve                   |
| 1999 | Ricky Martin             |
| 2000 | Sound Loaded             |
| 2001 | La Historia              |
| 2001 | The Best of Ricky Martin |
| 2003 | Almas del Silencio'      |
| 2005 | Life                     |
| 2006 | MTV Unplugged            |
| 2007 | Black & White Tour       |
| 2008 | Ricky Martin 17          |
| 2011 | Música + Alma + Sexo     |
| 2015 | A Quien Quiera Escuchar  |

## Filmografie
- 1985: The Love Boat
- 1987: Por siempre amigos
- 1991: Alcanzar una estrella II (TV series) as Pablo Loredo
- 1992: Más que alcanzar una estrella as Enrique
- 1993: Getting By
- 1994: General Hospital (TV series) as Miguel Morez (1994–95)
- 1996: Barefoot in Paradice
- 1997: Hercules (Spanish Language, Voice Only) as Hercules
- 2000: MADtv
- 2006: Jsi můj život (sám sebe)
- 2011: The Oprah Winfrey Show
- 2011: Susana Giménez guest
- 2011: American Dad!
- 2012: Glee (muzikálový televizní seriál) jako David Martinez v epizodě Učitel španělštiny
- 2013: The Voice Australia jako trenér
- 2014: Dancing with the Stars jako soudce
- 2014: The Voice Australia jako trenér
- 2014: La Voz... México as Himself (trenér)
- 2014: The Voice Arabia as Himself jako soudce

## Turné
- Ricky Martin Tour (1992)
- Me Amaras Tour (1993–1994)
- A Medio Vivir Tour (1995–1997)
- Vuelve World Tour (1998)

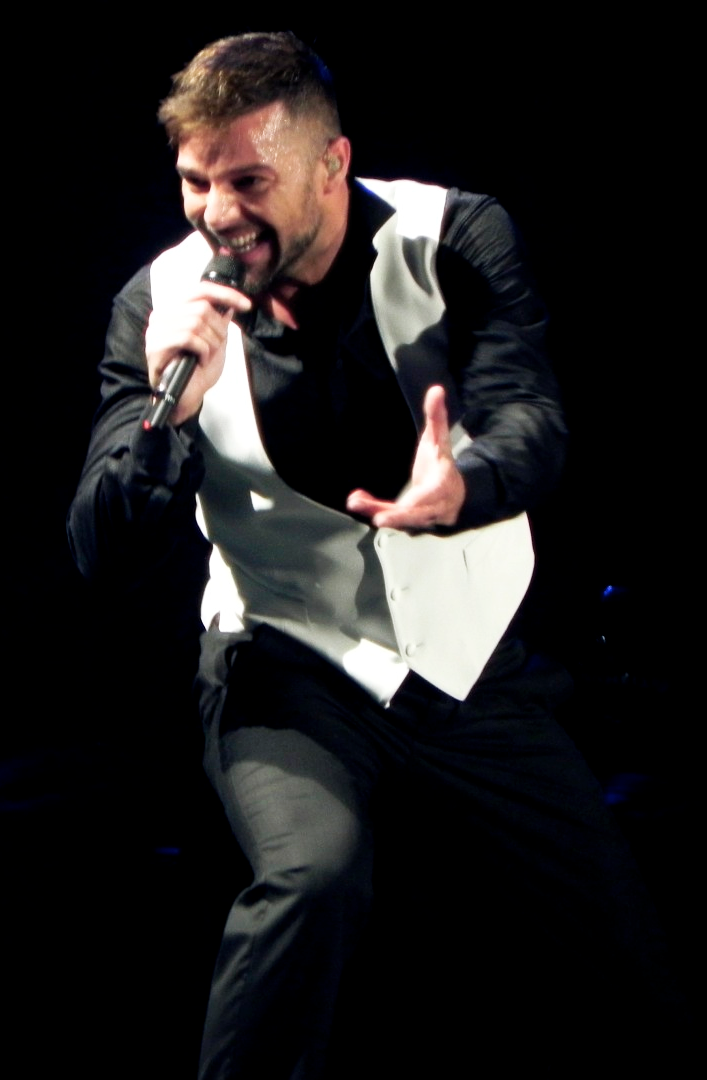

- Livin' la Vida Loca Tour (1999–2000)
- One Night Only with Ricky Martin (2005–2006)
- Black and White Tour (2007)
- Música + Alma + Sexo World Tour (2011)
- 2013 Australian Tour (2013)
- One World Tour (2015)

## Divadelní scéna
- Les Misérables (1996), Broadway – Marius
- Evita, (2012), Broadway – Ché

## Nadace

### Ricky Martin Foundation

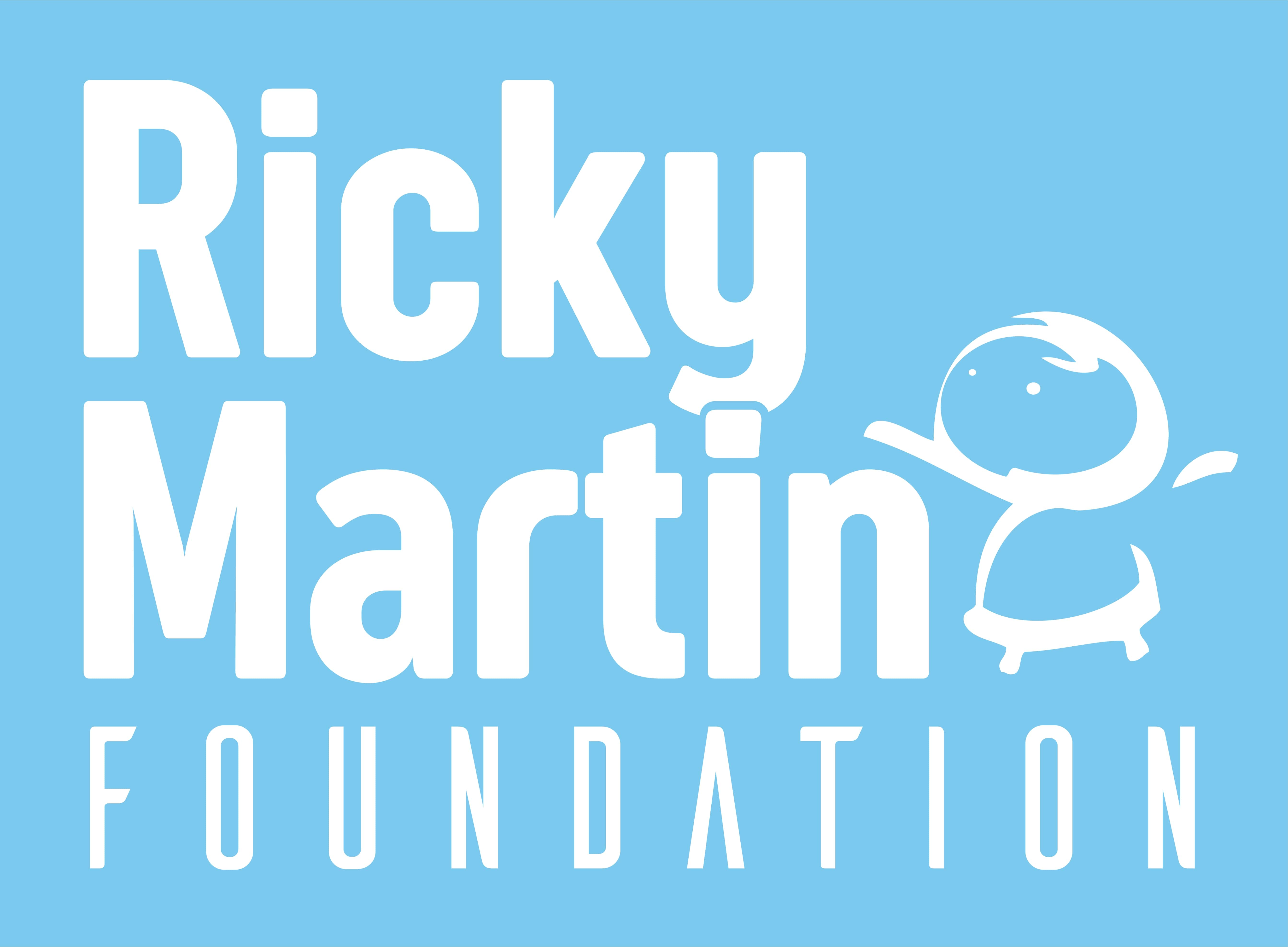

Ricky Martin Foundation (Ricky Martin Nadace) je nezisková organizace, nadace byla založena Ricky Martinem, s posláním obhajovat blaho dětí po celém světě. Nadace úzce spolupracuje s UNICEF.